# HKT48の「ほかみな」〜そのほかのみなさん〜
HKT48の「ほかみな」〜そのほかのみなさん〜（エイチケーティーフォーティエイトのほかみな そのほかのみなさん）は、2014年5月20日から2016年6月28日までNOTTVで放送されていたバラエティ番組で、HKT48の冠番組。

## 概要
『AKB48のあんた、誰?』（あん誰）の姉妹番組という位置づけでスタートした。
福岡市博多区にある「博多リバレイン」内の博多リバレインホールからの放送であるが、『あん誰』とは異なり撮って出し形式の内容である（番組ではこれを「LIVEっぽく放送してます」と表現する）。
HKT48劇場支配人（本放送当時）の指原莉乃以外のメンバーはどうしても知名度でやや劣る点が否めない。それを逆手に取り、指原以外のメンバーが「博多の顔」となるべく毎回様々な企画に挑戦する。そしてその回で最も活躍したメンバーはMVF（最優秀顔 - The Most Valuable Face）に選ばれ、セット背景の白黒の顔がカラーに変わる。MVFに2回選ばれると、次回通常出演回においてそのメンバーの冠コーナーが出来、3回選ばれた場合は次回通常出演回がそのメンバーの冠番組となる。このコンセプトは『あん誰』の「AKB48ファンの中で有名でも、世間での認知がイマイチのメンバーにチャンスを与える番組」にも通じている。
一般観覧者については、事前にHKT48の公式サイト・ブログで募集要項を公開し、通常の劇場公演と同様にAKB48グループチケットセンターを介しての申し込みとなる。
NOTTVの閉局により、2年あまりの歴史に幕を下ろした当番組ではあるが、2017年4月から、CSテレ朝チャンネル1で再放送が開始され、遅くとも2020年春頃まで繰り返し放送された。

## 出演者

### レギュラー
HKT48メンバー（毎回6名出演）

### 進行役
基本的に福岡に拠点を置く男性お笑いコンビを起用する。（放送日・出演メンバー参照）

## コーナー
特別企画が無い場合は“ほかみなのあんな顔、こんな顔”というコンセプトに沿って以下の企画が展開される。
メイン企画
その日の進行役のキャラクターなどに合わせたアピール企画。基本的に毎回変えてくる。
私は見た!○○のブス顔
事前アンケートをもとに、その日の出演メンバーに関する表には出せないエピソードを暴露するコーナー。ステージ上には「自粛レバー」が置かれ、放送できない内容の発言を行う恐れがある場合に下げて遮音する態勢も整えている。
MVFチャンスタイム（不定）
MVF獲得に向けた最後の一押しコーナー。ただしこのコーナーがあった場合は、MVFを取れなかったメンバーが取ったメンバーからのお仕置きを受けることになっている。
またCMに相当する枠ではメンバーが普段あまり見せない顔をアピールしたり、進行役とショートコントをやったりしている。

## 放送日程
50音順で表示、チームが混合している際は放送日時点のチーム（H→KIV→TII→研究生）ごとに表記する。
| 回            | 放送日        | 放送日            | 出演メンバー（太文字はその回のリーダー） | 進行役                    | MVF（回数）                     |
| 回            | nottv         | テレ朝チャンネル1 | 出演メンバー（太文字はその回のリーダー） | 進行役                    | MVF（回数）                     |
| nottv：2014年 | nottv：2014年 | nottv：2014年     | nottv：2014年 | nottv：2014年             | nottv：2014年                   |
| ------------- | ------------- | ----------------- | --- | ------------------------- | ------------------------------- |
| 1             | 5月20日       | 2017年4月7日      | 秋吉優花、穴井千尋、兒玉遥、田島芽瑠、松岡菜摘、本村碧唯 | レモンティー              | 本村碧唯 (1)                    |
| 2             | 6月3日        | 2017年4月14日     | 駒田京伽、坂口理子、植木南央、下野由貴、渕上舞、森保まどか | レモンティー              | 坂口理子 (1)                    |
| 3             | 6月17日       | 2017年4月21日     | 秋吉優花、神志那結衣、田中菜津美、矢吹奈子、多田愛佳、朝長美桜 | レモンティー              | 矢吹奈子 (1)                    |
| 4             | 7月1日        | 2017年4月28日     | 岡本尚子、松岡菜摘、山田麻莉奈、山本茉央、後藤泉、冨吉明日香 | パンクブーブー            | 冨吉明日香 (1)                  |
| 5             | 7月15日       | 2017年5月12日     | 穴井千尋、上野遥、田中美久、今田美奈、木本花音、熊沢世莉奈 | パンクブーブー            | 木本花音 (1)                    |
| 6             | 7月29日       | 2017年5月19日     | 梅本泉、坂口理子、山本茉央、若田部遥、下野由貴、栗原紗英 | うしろシティ              | 山本茉央 (1)                    |
| 7             | 8月12日       | 2017年5月26日     | 宇井真白、田中菜津美、田中優香、深川舞子、宮脇咲良、荒巻美咲 | うしろシティ              | 荒巻美咲 (1)                    |
| 8             | 8月26日       | 2017年6月2日      | 伊藤来笑、草場愛、後藤泉、冨吉明日香、朝長美桜、渕上舞 | レモンティー              | 朝長美桜 (1)                    |
| 9             | 9月9日        | 2017年6月9日      | 井上由莉耶、田中美久、岡田栞奈、渕上舞、村重杏奈、山内祐奈 | 流れ星                    | 村重杏奈 (1)                    |
| 10            | 9月23日       | 2017年6月16日     | 神志那結衣、多田愛佳、後藤泉、本村碧唯、栗原紗英、外薗葉月 | 流れ星                    | 後藤泉 (1)                      |
| 11            | 10月7日       | 2017年6月23日     | 「紅白萌え運動会」 （紅組）岡本尚子、冨吉明日香、渕上舞 （白組）山田麻莉奈、植木南央、熊沢世莉奈 | レモンティー              | “紅組勝利” 岡本尚子 (1)         |
| 12            | 10月21日      | 2017年6月30日     | 秋吉優花、駒田京伽、坂口理子、岩花詩乃、岡田栞奈、坂本愛玲菜 | レモンティー              | 坂本愛玲菜 (1)                  |
| 13            | 11月4日       | 2017年7月7日      | 穴井千尋、山本茉央、若田部遥、宮脇咲良、本村碧唯、森保まどか | うしろシティ              | 山本茉央 (2)                    |
| 14            | 11月18日      | 2017年7月14日     | 山田麻莉奈、下野由貴、田中優香、渕上舞、荒巻美咲、栗原紗英 | うしろシティ              | 下野由貴 (1)                    |
| 15            | 12月2日       | 2017年7月21日     | 松岡菜摘、山田麻莉奈、植木南央、岡田栞奈、後藤泉、朝長美桜 | トップリード              | 岡田栞奈 (1)                    |
| 16            | 12月16日      | 2017年7月28日     | 坂口理子、田中菜津美、山本茉央、若田部遥、多田愛佳、冨吉明日香 | トップリード              | 多田愛佳 (1)                    |
| 17            | 12月30日      | 2017年8月4日      | 山田麻莉奈、山本茉央、熊沢世莉奈、渕上舞、本村碧唯、栗原紗英 | トップリード              | 渕上舞 (1)                      |
| 2015年        |               |                   | |                           |                                 |
| 18            | 1月13日       | 2017年8月11日     | 穴井千尋、駒田京伽、田島芽瑠、矢吹奈子、荒巻美咲、坂本愛玲菜 | トップリード              | 駒田京伽 (1)                    |
| 19            | 1月27日       | 2017年8月18日     | （ビジュアル班）田中美久、朝長美桜、村重杏奈 （バラエティ班）植木南央、下野由貴、冨吉明日香 | レモンティー              | “ビジュアル班勝利” 朝長美桜 (2) |
| 20            | 2月10日       | 2017年8月25日     | 駒田京伽、山田麻莉奈、岡田栞奈、冨吉明日香、栗原紗英、外薗葉月 | なすなかにし              | 外薗葉月 (1)                    |
| 21            | 2月24日       | 2017年9月1日      | 神志那結衣、兒玉遥、田中菜津美、植木南央、朝長美桜、山下エミリー | なすなかにし              | 田中菜津美 (1)                  |
| 22            | 3月10日       | 2017年9月8日      | 穴井千尋、坂口理子、下野由貴、渕上舞、村重杏奈、本村碧唯 | 三拍子                    | 下野由貴 (2)                    |
| 23            | 3月24日       | 2017年9月15日     | 植木南央、坂本愛玲菜、筒井莉子、外薗葉月、山内祐奈、山下エミリー | 三拍子                    | 植木南央 (1)                    |
| 24            | 4月7日        | 2017年9月22日     | （明太子チーム）田中菜津美、田中美久、山田麻莉奈、伊藤来笑、田中優香、栗原紗英、外薗葉月、山内祐奈、山下エミリー （あまおうチーム）秋吉優花、宇井真白、梅本泉、岡本尚子、駒田京伽、後藤泉、冨吉明日香、渕上舞、坂本愛玲菜 （もつ鍋チーム）井上由莉耶、上野遥、神志那結衣、山本茉央、若田部遥、岡田栞奈、下野由貴、荒巻美咲、筒井莉子 | トップリード レモンティー | 坂本愛玲菜 (2)                  |
| 25            | 4月21日       | 2017年9月29日     | （明太子チーム）田中菜津美、田中美久、山田麻莉奈、伊藤来笑、田中優香、栗原紗英、外薗葉月、山内祐奈、山下エミリー （あまおうチーム）秋吉優花、宇井真白、梅本泉、岡本尚子、駒田京伽、後藤泉、冨吉明日香、渕上舞、坂本愛玲菜 （もつ鍋チーム）井上由莉耶、上野遥、神志那結衣、山本茉央、若田部遥、岡田栞奈、下野由貴、荒巻美咲、筒井莉子 | トップリード レモンティー | 坂本愛玲菜 (2)                  |
| 26            | 5月5日        | 2017年10月6日     | 井上由莉耶、上野遥、岡本尚子、駒田京伽、冨吉明日香、栗原紗英 | トレンディエンジェル      | 栗原紗英 (1)                    |
| 27            | 5月19日       | 2017年10月13日    | 神志那結衣、田中菜津美、田中美久、山田麻莉奈、下野由貴、渕上舞 | トレンディエンジェル      | 神志那結衣 (1)                  |
| 28            | 6月2日        | 2017年10月20日    | 穴井千尋、梅本泉、坂口理子、松岡菜摘、後藤泉、冨吉明日香 | 三四郎                    | 梅本泉 (1)                      |
| 29            | 6月16日       | 2017年10月27日    | 矢吹奈子、山本茉央、多田愛佳、田中優香、朝長美桜、本村碧唯 | 三四郎                    | 朝長美桜 (3)                    |
| 30            | 6月30日       | 2017年11月3日     | 秋吉優花、駒田京伽、田中菜津美、植木南央、村重杏奈、山下エミリー | レモンティー              | 秋吉優花 (1)                    |
| 31            | 7月14日       | 2017年11月10日    | 神志那結衣、坂口理子、植木南央、冨吉明日香、村重杏奈、山下エミリー | デニス                    | 坂口理子 (2)                    |
| 32            | 7月28日       | 2017年11月17日    | 田島芽瑠、田中美久、岡田栞奈、熊沢世莉奈、渕上舞、森保まどか | デニス                    | 岡田栞奈 (2)                    |
| 33            | 8月11日       | 2017年11月24日    | 梅本泉、駒田京伽、山田麻莉奈、伊藤来笑、熊沢世莉奈、山内祐奈 | 三拍子                    | 駒田京伽 (2)                    |
| 34            | 8月25日       | 2017年12月1日     | 岡本尚子、山本茉央、岩花詩乃、後藤泉、下野由貴、田中優香 | 三拍子                    | 下野由貴 (3)                    |
| 35            | 9月8日        | 2017年12月8日     | 駒田京伽、坂口理子、田中菜津美、植木南央、冨吉明日香、村重杏奈 | アルコ&ピース             | 村重杏奈 (2)                    |
| 36            | 9月22日       | 2017年12月15日    | 上野遥、田中美久、渕上舞、荒巻美咲、栗原紗英、坂本愛玲菜 | アルコ&ピース             | 田中美久 (1)                    |
| 37            | 10月6日       | 2018年1月5日      | 岡本尚子、神志那結衣、山本茉央、熊沢世莉奈、下野由貴、冨吉明日香 | しずる                    | （下野冠番組のため無し）        |
| 38            | 10月20日      | 2018年1月12日     | 駒田京伽、矢吹奈子、今田美奈、後藤泉、渕上舞、山内祐奈 | しずる                    | 渕上舞 (2)                      |
| 39            | 11月3日       | 2018年1月19日     | 井上由莉耶、山田麻莉奈、岩花詩乃、熊沢世莉奈、栗原紗英、外薗葉月 | 鬼ヶ島                    | 山田麻莉奈 (1)                  |
| 40            | 11月17日      | 2018年1月26日     | 秋吉優花、山本茉央、若田部遥、植木南央、荒巻美咲、坂本愛玲菜 | 鬼ヶ島                    | 若田部遥 (1)                    |
| 41            | 12月1日       | 2018年2月2日      | 岡本尚子、神志那結衣、坂口理子、岩花詩乃、岡田栞奈、山下エミリー | うしろシティ              | 神志那結衣 (2)                  |
| 42            | 12月15日      | 2018年2月9日      | 駒田京伽、田中美久、田中優香、渕上舞、本村碧唯、荒巻美咲 | うしろシティ              | 田中優香 (1)                    |
| 43            | 12月29日      | 2018年2月16日     | 田中菜津美、山本茉央、植木南央、冨吉明日香、村重杏奈、森保まどか | レモンティー              | 山本茉央 (3)                    |
| 2016年        |               |                   | |                           |                                 |
| 44            | 1月12日       | 2018年2月23日     | 山田麻莉奈、栗原紗英、外薗葉月、松岡はな、村川緋杏、山下エミリー | 三四郎                    | 村川緋杏 (1)                    |
| 45            | 1月26日       | 2018年3月2日      | 梅本泉、岡本尚子、神志那結衣、駒田京伽、坂口理子、山本茉央 | 三四郎                    | 坂口理子 (3)                    |
| 46            | 2月9日        | [ 注 4 ]          | 岡本尚子、植木南央、下野由貴、村重杏奈、村川緋杏、山内祐奈 | トップリード              | 岡本尚子 (2)                    |
| 47            | 2月23日       | [ 注 4 ]          | 山田麻莉奈、熊沢世莉奈、田中優香、深川舞子、今村麻莉愛、外薗葉月 | トップリード              | 今村麻莉愛 (1)                  |
| 48            | 3月8日        | 2018年3月9日      | 坂口理子、山田麻莉奈、下野由貴、渕上舞、栗原紗英、山下エミリー | 三拍子                    | （坂口冠番組のため無し）        |
| 49            | 3月22日       | 2018年3月16日     | 駒田京伽、若田部遥、今田美奈、田中優香、冨吉明日香、荒巻美咲 | 三拍子                    | 荒巻美咲 (2)                    |
| 50            | 4月5日        | 2018年3月23日     | 山田麻莉奈、岩花詩乃、熊沢世莉奈、深川舞子、本村碧唯、外薗葉月 | 鬼越トマホーク            | 熊沢世莉奈 (1)                  |
| 51            | 4月19日       | 2018年3月30日     | 秋吉優花、岡本尚子、植木南央、今村麻莉愛、坂本愛玲菜、村川緋杏 | 鬼越トマホーク            | 秋吉優花 (2)                    |
| 52            | 5月3日        | 2018年4月6日      | 坂口理子、田中菜津美、山本茉央、下野由貴、冨吉明日香、山下エミリー | ラブレターズ              | （山本冠番組のため無し）        |
| 53            | 5月17日       | 2018年4月13日     | 矢吹奈子、岩花詩乃、深川舞子、渕上舞、栗原紗英、松岡はな | ラブレターズ              | 深川舞子 (1)                    |
| 54            | 5月31日       | 2018年4月20日     | 神志那結衣、駒田京伽、田中美久、山田麻莉奈、植木南央、村川緋杏 | レモンティー              | 神志那結衣 (3)                  |
| 55            | 6月14日       | [ 注 4 ]          | 上野遥、岡本尚子、神志那結衣、駒田京伽、坂口理子、田中優香 | トップリード              | （神志那冠番組のため無し）      |
| 56            | 6月21日       | [ 注 4 ]          | 松岡菜摘、植木南央、冨吉明日香、朝長美桜、渕上舞、本村碧唯 | トップリード              | （朝長冠番組のため無し）        |
| 57            | 6月28日       | [ 注 4 ]          | HKT48メンバー | レモンティー              | 荒巻美咲 (3)                    |

## 放送時間

### NOTTV
基本的にNOTTV1での放送。「放送」のみであり、シフトタイム配信、YouTube配信はしていなかった。
本放送
- 隔週火曜日 23:00 - 24:00

再放送
2015年4月期改編時のデータ
- 毎週木曜日 20:00 - 21:00
- 本放送ではない火曜日 23:00 - 24:00

### テレ朝チャンネル1
初回放送
- 毎週金曜日 23:00 - 24:00 (2018年4月6日から)
  - 毎週金曜日 21:00 - 22:00 (2018年3月30日まで)
- 2018年4月27日以降は再び第1回から放送。

再放送
- 毎週月曜日 0:30 - 1:30（2018年4月2日から）

## 特別番組
これらの番組は、すべてNOTTV閉局後に制作・放送。収録もテレビ朝日のスタジオ（どのスタジオか具体的な言及はされていない）で行われた。
HKT48の「ほかみな」再放送開始決定スペシャル!〜いまだにそのほかのみなさん〜
放送日時：2017年3月29日（水）20:00 - 22:00（テレ朝チャンネル1）
進行役：なすなかにし
出演メンバー：神志那結衣、駒田京伽、坂口理子、山田麻莉奈、植木南央、下野由貴、冨吉明日香、本村碧唯、渕上舞
テレ朝チャンネル1での再放送開始に先立ち、番組紹介を兼ねた新作として同チャンネルで放送された。
HKT48の「ほかみな」～そのほかのみなさん～4期生昇格よかとねSP!
放送日時：2018年1月28日（日）15:00 - 17:00（テレ朝チャンネル1）
進行役：なすなかにし
出演メンバー：豊永阿紀、運上弘菜、地頭江音々、小田彩加、松本日向
ゲスト：田中菜津美
2017年11月に研究生から昇格した4期生だけでのお披露目特番となるスペシャル第2弾が放送された。

## 主題歌
オープニング曲
- 「スキ!スキ!スキップ!」（HKT48）

エンディング曲
- 「お願いヴァレンティヌ」（HKT48）

## スタッフ
- 企画：秋元康
- 制作：AKS、NOTTV（mmbi）